# 18 Wheels of Steel: Convoy
18 Wheels of Steel: Convoy (с англ. — «18 стальных колёс: Конвой» (в локализации от Акеллы: «18 стальных колёс: Король шоссе»)) — компьютерная игра в жанре симулятора грузовых перевозок с элементами экономической стратегии, четвертая из серии 18 Wheels of Steel. Была разработана чешской студией SCS Software и издана американской компанией ValuSoft в 2005 году.

## Игровой процесс
Суть геймплея игры заключается в перевозке грузов, которая осуществляется на грузовиках, а также развитии своей транспортной компании и последующим наёмом туда водителей.
Игра начинается с того, что игроку предлагают придумать название для компании и создать для неё руководителя, который будет также являться водителем. После этого предлагается пройти обучение. После его прохождения начинается основная игра. Игроку выдается грузовик, на котором он первое время должен самостоятельно брать заказы и работать наёмным водителем.
В игре представлено 40 городов, расположенных в США и южной Канаде, игрок путешествует между ними, выполняя заказы от различных компаний и получая за это деньги. Имеется 32 грузовика производства разных автоконцернов и 45 видов грузов.
Заработав достаточно денег, игрок может купить грузовик и нанять водителя в компанию, который будет самостоятельно приносить доход. Позднее количество машин и водителей можно увеличить, функции продажи и увольнения также присутствуют.
В случае нарушения ПДД или попадания в ДТП игрок получает штраф, при необходимости машину может остановить полиция. У водителя имеется шкала усталости, по истечении которой, игроку требуется найти гостиницу и дать водителю отдохнуть. Машины требуется заправлять, когда у них кончается топливо, чинить в автосервисах при повреждениях и взвешивать на специальных пунктах контроля.

## Рецензии и оценки
Игра получила отрицательные отзывы критиков.
«Black Puplos» из Absolute Games отнёсся к игре с негативом, поставив ей оценку в 33%. В рецензии игра была названа «полуфабрикатом», дополнив, что «SCS Software под „крышей“ ValuSoft продолжает гнуть прежнюю линию по принципу „чем дальше — тем хуже“».
Олег Данилов из издания «Домашний ПК» оценил игру на 2 звезды из 5. Была раскритикована графика, затянутое время поездок, отсутствие сохранений.
В апреле 2008 года издание «Игромания» опубликовало обзор сразу на 3 игры из серии 18 Wheels of Steel (Across America, Pedal to the Metal, Convoy), где было отмечено, что в этой игре по сравнению с предшественниками увеличили карту и появились бонусные миссии, но были добавлены «пресные диалоги». Все 3 игры были оценены на 4 балла из 10.